# Вале ди Кадоре
Вале ди Кадоре (итал. Valle di Cadore) је насеље у Италији у округу Белуно, региону Венето.
Према процени из 2011. у насељу је живело 1394 становника. Насеље се налази на надморској висини од 845 м.

## Становништво
| 1931. | 1936. | 1951. | 1961. | 1971. | 1981. | 1991. | 2001. | 2011. |
| ----- | ----- | ----- | ----- | ----- | ----- | ----- | ----- | ----- |
| 2.250 | 2.140 | 2.396 | 2.327 | 2.171 | 2.140 | 2.021 | 2.033 | 2.052 |